# Pteragogus cryptus
Pteragogus cryptus es una especie de peces de la familia Labridae en el orden de los Perciformes.

## Morfología
Los machos pueden llegar alcanzar los 9,5 cm de longitud total.

## Distribución geográfica
Se encuentra en el Mar Rojo y desde Indonesia hasta Samoa, Filipinas, Micronesia y la Gran Barrera de Coral.